# Lawrence Northcott
Pour les articles homonymes, voir Northcott.
Lawrence Northcott, surnommé Baldy, (né le 7 septembre 1908 à Calgary, Alberta, au Canada - mort le 7 novembre 1986) est un joueur professionnel canadien de hockey sur glace.
Basé principalement sur l'aile, il peut également jouer au poste de défenseur. Il joue majoritairement avec les Maroons de Montréal. En 1933, il est nommé dans la première équipe d'étoiles de la Ligue nationale de hockey. Deux ans plus tard, il aide son équipe à remporter la Coupe Stanley.
Il termine sa carrière en 1939 après une dernière saison avec les Black Hawks de Chicago. Il devient par la suite l'entraîneur-chef d'une équipe junior canadienne, les Rangers de Winnipeg de la Ligue de hockey junior du Manitoba, pour une seule saison et parvient à mener ses joueurs à un titre de la Coupe Memorial.
Il est admis au Temple du hockey manitobain en 1985.

## Biographie
Lawrence Northcott naît le 7 septembre 1908 dans la ville de Calgary dans l'Alberta au Canada. Il quitte la côte Ouest pour venir jouer au hockey sur glace au sein de l'Association de hockey de l'Ontario junior en 1926-1927 ; ainsi, il évolue avec les Redmen de Brantford. La saison suivante, il joue pour les YMCA de Haileybury de l'Association de hockey de l'Ontario du Nord avant de rejoindre les Trappers de North Bay pour la saison 1928-1929. À la fin de la 1928-1929, Northcott, âgé de 19 ans, joue cinq rencontres dans la Ligue nationale de hockey pour les Maroons de Montréal, l'équipe anglophone de la ville du Québec. Avec 39 points, l'équipe se classe dernière de la saison et ne joue pas les séries éliminatoires de la Coupe Stanley.
Northcott fait désormais partie de l'effectif des Maroons et ne manque qu'une seule rencontre de la saison suivante de son équipe. Il inscrit alors 11 points dont 10 buts pour les siens alors que l'équipe se classe première de la division Canadienne à égalité de points avec l'autre équipe de la ville, les Canadiens de Montréal. Directement qualifiés pour les demi-finales des séries 1930, les Maroons affrontent les Bruins de Boston, la meilleure équipe de la division Américaine et de toute la LNH. Au bout de deux rencontres les Maroons sont déjà menés 2-0 et ils perdent également un des éléments clefs de leur équipe : Babe Siebert. Siebert est alors remplacé pour le reste de la série par Northcott sur la première ligne aux côtés de Nels Stewart et de Hooley Smith. Northcott a alors la responsabilité de bloquer Dit Clapper vedette offensive des Bruins. Le jeune joueur des Maroons parvient à ses fins mais les deux équipes se neutralisent et il faut attendre la seconde prolongation pour voir les Maroons inscrire un but et pouvoir espérer encore un match. Malgré cette victoire, ils ne parviennent pas à enchaîner et sont finalement éliminés 3 rencontres à 1.
À la suite de cette saison décevante, le directeur général de l'équipe, James Strachan, décide de renouveler son effectif et plusieurs jeunes joueurs intègrent l'équipe. Dans le même temps, l'équipe signe un accord avec les Bulldogs de Windsor de la Ligue internationale de hockey pour devenir son équipe affiliée. Northcott fait les frais des changements opérés et débute ainsi la saison 1930-1931 dans la LIH. La saison des Maroons n'est cependant pas un succès et leur entraîneur, Dunc Munro, fait tout ce qu'il peut pour renverser la tendance ; ainsi, après une vi ngtaine de rencontres, Northcott est de retour dans l'effectif. Malgré tout, avec seulement 46 points à l'issue des 44 matchs de l'année, les Maroons sont la dernière équipe qualifiée pour les séries. Les joueurs de Montréal sont éliminés dès le premier tour des séries éliminatoires de 1931 en deux matchs par les Rangers de New York, avec un score cumulé humiliant de 8-1 sur les deux rencontres, l'unique but de l'équipe étant marqué par Stewart sur une assistance de Northcott. La saison suivante n'est pas meilleure pour les Maroons qui se qualifient une nouvelle fois de justesse pour les séries. Avec 19 buts et 25 points, Northcott connaît sa meilleure saison personnelle jusque-là. Après avoir éliminés les Falcons de Détroit au premier tour, les Maroons sont éliminés au tour suivant par les Maple Leafs de Toronto 4 buts à 3.
Les finances des Maroons ne vont pas bien au début de la saison 1932-1933 et ils sont obligés de vendre plusieurs joueurs cadres : Babe Siebert rejoint les Rangers de New York et Stewart les Bruins de Boston. Northcott en profite alors pour prendre la direction de l'attaque de l'équipe ; il augmente ainsi ses records personnels pour finir meilleur buteur et pointeur de sa formation avec 43 points dont 22 buts. Il se classe ainsi troisième pointeur de la LNH derrière les 50 points de Bill Cook (Rangers) et les 44 de Busher Jackson (Toronto). Cette bonne saison vaut à Northcott d'être sélectionné dans la première équipe d'étoiles de la LNH. Collectivement L'équipe des Maroons finit deuxième de la division Canadienne avec 50 points, 4 de moins que les Maple Leafs, mais 9 de plus que les Canadiens de Montréal,. Malgré cette bonne saison, les Maroons sont éliminés dès le premier tour des séries par Détroit en deux rencontres 2-0 et 3-2.
Le 15 septembre 1938, il rejoint les Black Hawks de Chicago en compagnie de Russ Blinco et Earl Robinson en échange de 30 000 dollars. Il quitte alors l'équipe en étant le quatrième pointeur de l'histoire des Maroons avec 233 points ; il se classe alors derrière Hooley Smith (281), Jimmy Ward (267) et Nels Stewart (253).

## Statistiques
| Saison     | Équipe                 | Ligue      |     | Saison régulière | Saison régulière | Saison régulière | Saison régulière | Saison régulière |   | Séries éliminatoires | Séries éliminatoires | Séries éliminatoires | Séries éliminatoires | Séries éliminatoires |
| Saison     | Équipe                 | Ligue      | PJ  | B                | A                | Pts              | Pun              | PJ               | B | A                    | Pts                  | Pun                  |                      |                      |
| 1928-1929  | Trappers de North Bay  | AHON       |     |                  |                  |                  |                  |                  |   |                      |                      |                      |                      |                      |
| 1928-1929  | Maroons de Montréal    | LNH        | 5   | 0                | 0                | 0                | 0                | -                | - | -                    | -                    | -                    |                      |                      |
| 1929-1930  | Maroons de Montréal    | LNH        | 43  | 10               | 1                | 11               | 6                | 4                | 0 | 0                    | 0                    | 4                    |                      |                      |
| 1930-1931  | Bulldogs de Windsor    | LIH        | 21  | 12               | 6                | 18               | 18               | -                | - | -                    | -                    | -                    |                      |                      |
| 1930-1931  | Maroons de Montréal    | LNH        | 22  | 7                | 3                | 10               | 15               | 2                | 0 | 1                    | 1                    | 0                    |                      |                      |
| 1931-1932  | Maroons de Montréal    | LNH        | 48  | 19               | 6                | 25               | 33               | 4                | 1 | 2                    | 3                    | 4                    |                      |                      |
| 1932-1933  | Maroons de Montréal    | LNH        | 48  | 22               | 21               | 43               | 30               | 2                | 0 | 0                    | 0                    | 4                    |                      |                      |
| 1933-1934  | Maroons de Montréal    | LNH        | 47  | 20               | 13               | 33               | 27               | 4                | 2 | 0                    | 2                    | 0                    |                      |                      |
| 1934-1935  | Maroons de Montréal    | LNH        | 47  | 9                | 14               | 23               | 44               | 7                | 4 | 1                    | 5                    | 0                    |                      |                      |
| 1935-1936  | Maroons de Montréal    | LNH        | 48  | 15               | 21               | 36               | 41               | 3                | 0 | 0                    | 0                    | 0                    |                      |                      |
| 1936-1937  | Maroons de Montréal    | LNH        | 46  | 15               | 14               | 29               | 18               | 5                | 1 | 1                    | 2                    | 2                    |                      |                      |
| 1937-1938  | Maroons de Montréal    | LNH        | 46  | 11               | 12               | 23               | 50               | -                | - | -                    | -                    | -                    |                      |                      |
| 1938-1939  | Black Hawks de Chicago | LNH        | 46  | 5                | 7                | 12               | 9                | -                | - | -                    | -                    | -                    |                      |                      |
| Totaux LNH | Totaux LNH             | Totaux LNH | 446 | 133              | 112              | 245              | 273              | 31               | 8 | 5                    | 13                   | 14                   |                      |                      |

## Trophées et honneurs personnels
- Première équipe d'étoiles de la LNH : 1933
- Coupe Stanley : 1935 avec les Maroons de Montréal
- Participe au match des étoiles de 1937